# Список епізодів телесеріалу «Чорний список»
Нижче наведено список епізодів американського телесеріалу «Чорний список».

## Огляд серій
| Сезон | Сезон | Епізоди | Оригінальна дата показу | Оригінальна дата показу | Рейтинг Nielsen | Рейтинг Nielsen    | Рейтинг Nielsen |
| Сезон | Сезон | Епізоди | Прем'єра сезону         | Фінал сезону            | Ранг            | Глядачі (мільйони) |                 |
| ----- | ----- | ------- | ----------------------- | ----------------------- | --------------- | ------------------ | --------------- |
|       | 1     | 22      | 23 вересня 2013         | 12 травня 2014          | 6               | 14.95              |                 |
|       | 2     | 22      | 22 вересня 2014         | 14 травня 2015          | 14              | 13.76              |                 |
|       | 3     | 23      | 1 жовтня 2015           | 19 травня 2016          | 22              | 11.19              |                 |
|       | 4     | 22      | 22 вересня 2016         | 18 травня 2017          | 30              | 9.25               |                 |
|       | 5     | 22      | 27 вересня 2017         | 16 травня 2018          | 42              | 8.41               |                 |
|       | 6     | 22      | 3 січня 2019            | 17 травня 2019          | 54              | 7.17               |                 |

## Сезон 1 (2013-2014)
| № серії (загалом) | № серії (в сезоні) | Назва серії                                           | Номер у чорному списку | Режисер(и)      | Сценарист(и)                                                                                 | Оригінальна дата показу | Глядачів в США (млн) |
| ----------------- | ------------------ | ----------------------------------------------------- | ---------------------- | --------------- | -------------------------------------------------------------------------------------------- | ----------------------- | -------------------- |
| 1                 | 1                  | «Pilot» «Пілотна серія»                               | № 52                   | Джо Карнахан    | Джон Бокенкамп                                                                               | 23 вересня 2013         | 12,58                |
| 2                 | 2                  | «The Freelancer» «Фрілансер»                          | № 145                  | Джейс Александр | Джон Бокенкамп                                                                               | 30 вересня 2013         | 11,35                |
| 3                 | 3                  | «Wujing» «Ву Джин»                                    | № 84                   | Майкл Воткінс   | Лукас Рейтер                                                                                 | 7 жовтня 2013           | 11,18                |
| 4                 | 4                  | «The Stewmaker» «Розчинювач»                          | № 161                  | Винс Мизиано    | Патрік Мессет та Джон Зінман                                                                 | 14 жовтня 2013          | 10,93                |
| 5                 | 5                  | «The Courier» «Кур'єр»                                | № 85                   | Нік Гомес       | Джон Келлі                                                                                   | 21 жовтня 2013          | 10,44                |
| 6                 | 6                  | «Gina Zanetakos» «Джина Занетакос»                    | № 152                  | Адам Аркін      | Венді Вест                                                                                   | 28 жовтня 2013          | 10,51                |
| 7                 | 7                  | «Frederick Barnes» «Фредерік Барнс»                   | № 47                   | Майкл Воткінс   | Дж. Р. Орсі                                                                                  | 4 листопада 2013        | 10,34                |
| 8                 | 8                  | «General Ludd» «Генерал Лудд»                         | № 109                  | Стівен Суржик   | Аманда Кейт Шуман                                                                            | 11 листопада 2013       | 10,69                |
| 9                 | 9                  | «Anslo Garrick» «Ансло Геррік»                        | № 16                   | Джо Карнахан    | Сюжет: Джо Карнахан та Джейсон Джордж Сценарій: Джо Карнахан                                 | 25 листопада 2013       | 10,96                |
| 10                | 10                 | «Anslo Garrick Conclusion» «Ансло Геррік: Завершення» | № 16                   | Майкл Уоткинс   | Лукас Рейтер и Дж. Р. Орси                                                                   | 2 грудня 2013           | 11,67                |
| 11                | 11                 | «The Good Samaritan» «Добрий самарянин»               | № 106                  | Ден Лернер      | Брендон Марголіс та Брендон Сонньєр                                                          | 13 січня 2014           | 9,35                 |
| 12                | 12                 | «The Alchemist» «Алхімік»                             | № 101                  | Вінс Мізіано    | Ентоні Спаркс                                                                                | 20 січня 2014           | 8,83                 |
| 13                | 13                 | «The Cyprus Agency» «Кипрське агентство»              | № 64                   | Майкл Воткінс   | Лукас Рейтер                                                                                 | 27 січня 2014           | 10,17                |
| 14                | 14                 | «Madeline Pratt» «Меделін Пратт»                      | № 73                   | Майкл Зінберг   | Джим Камполонго                                                                              | 24 лютого 2014          | 11,18                |
| 15                | 15                 | «The Judge» «Суддя»                                   | № 57                   | Пітер Вернер    | Джонатан Шапіро та Лукас Рейтер                                                              | 3 березня 2014          | 11,01                |
| 16                | 16                 | «Mako Tanida» «Мако Таніда»                           | № 83                   | Майкл Воткінс   | Сюжет: Джо Карнахан Сценарій: Джон Ейзендрат, Джон Бокенкамп, Патрік Мессет та Джон Зінман   | 17 березня 2014         | 10,97                |
| 17                | 17                 | «Ivan» «Іван»                                         | № 88                   | Рендолл Зіск    | Дж. Р. Орсі та Аманда Кейт Шуман                                                             | 24 березня 2014         | 10,80                |
| 18                | 18                 | «Milton Bobbit» «Мілтон Боббіт»                       | № 135                  | Стівен Адельсон | Даніель Волл                                                                                 | 31 березня 2014         | 11,39                |
| 19                | 19                 | «The Pavlovich Brothers» «Брати Павлович»             | № 119-122              | Пол Едвардс     | Елізабет Бенжамін                                                                            | 21 квітня 2014          | 11,24                |
| 20                | 20                 | «The Kingmaker» «Сірий кардинал»                      | № 42                   | Карен Гавіола   | Лукас Рейтер та Дж. Р. Орсі                                                                  | 28 квітня 2014          | 10,85                |
| 21                | 21                 | «Berlin» «Берлін»                                     | № 8                    | Майкл Зінберг   | Джон Ейзендрат та Джон Бокенкамп                                                             | 5 травня 2014           | 10,47                |
| 22                | 22                 | «Berlin Conclusion» «Берлін: Завершення»              | № 8                    | Майкл Уоткинс   | Сюжет: Річард Д’Овідіо Сценарій: Джон Ейзендрат, Джон Бокенкамп, Лукас Рейтер та Дж. Р. Орсі | 12 травня 2014          | 10,44                |

## Сезон 2 (2014-2015)
| № серії (загалом) | № серії (в сезоні) | Назва серії                                              | Номер у чорному списку | Режисер(и)         | Сценарист(и)                                                                                                  | Оригінальна дата показу | Глядачів в США (млн) |
| ----------------- | ------------------ | -------------------------------------------------------- | ---------------------- | ------------------ | --- | ----------------------- | -------------------- |
| 23                | 1                  | «Lord Baltimore» «Лорд Балтимор»                         | № 104                  | Майкл Воткінс      | Джон Бокенкамп та Джон Ейзендрат                                                                              | 22 вересня 2014         | 12,55                |
| 24                | 2                  | «Monarch Douglas Bank» «Банк "Монарх Дуглас"»            | № 112                  | Пол Едвардс        | Крістел Рейдел, Аманда Кейт Шуман та Деніел Кнауф                                                             | 29 вересня 2014         | 10,51                |
| 25                | 3                  | «Dr. James Covington» «Доктор Джеймс Ковінгтон»          | № 89                   | Карен Гавіола      | Лукас Рейтер та Дж. Р. Орсі                                                                                   | 6 жовтня 2014           | 10,07                |
| 26                | 4                  | «Dr. Linus Creel» «Доктор Лайнус Кріл»                   | № 82                   | Майкл Воткінс      | Майк Островскі                                                                                                | 13 жовтня 2014          | 9,76                 |
| 27                | 5                  | «The Front» «Фронт»                                      | № 74                   | Стівен А. Адельсон | Сюжет: Адам Сассман Сценарій: Джим Камполонго та Адам Сассман                                                 | 20 жовтня 2014          | 9,34                 |
| 28                | 6                  | «The Mombasa Cartel» «Картель Момбаса»                   | № 114                  | Девід Платт        | Деніел Кнауф                                                                                                  | 27 жовтня 2014          | 9,57                 |
| 29                | 7                  | «The Scimitar» «Скімітар»                                | № 22                   | Карен Гавиола      | Дж. Р. Орсі та Лукас Рейтер                                                                                   | 3 листопада 2014        | 9,30                 |
| 30                | 8                  | «The Decembrist» «Декабрист»                             | № 12                   | Майкл Воткінс      | Джон Ейзендрат та Джон Бокенкамп                                                                              | 10 листопада 2014       | 9,75                 |
| 31                | 9                  | «Luther Braxton» «Лютер Брекстон»                        | № 21                   | Джо Карнахан       | Сюжет: Дж. Р. Орсі, Лукас Рейтер, Джон Ейзендрат та Джон Бокенкамп Сценарій: Джон Бокенкамп та Джон Ейзендрат | 1 лютого 2015           | 25,72                |
| 32                | 10                 | «Luther Braxton Conclusion» «Лютер Брекстон: Завершення» | № 21                   | Майкл Воткінс      | Сюжет: Крістел Рейдел та Вінсент Ейнджелл Сценарій: Майк Островскі та Джим Камполонго                         | 5 лютого 2015           | 10,11                |
| 33                | 11                 | «Ruslan Denisov» «Руслан Денисов»                        | № 67                   | Ендрю МакКарті     | Джонатан Шапіро та Лукас Рейтер                                                                               | 12 лютого 2015          | 8,19                 |
| 34                | 12                 | «The Kenyon Family» «Сім'я Кеньйон»                      | № 71                   | Девід Платт        | Вінсент Ейнджелл та Деніел Кнауф                                                                              | 19 лютого 2015          | 7,71                 |
| 35                | 13                 | «The Deer Hunter» «Мисливець за оленями»                 | № 93                   | Ендрю МакКарті     | Аманда Кейт Шуман                                                                                             | 26 лютого 2015          | 8,01                 |
| 36                | 14                 | «T. Earl King VI» «Т. Ерл Кинг VI»                       | № 94                   | Стівен Адельсон    | Брендон Сонньєр та Брендон Марголіс                                                                           | 5 березня 2015          | 8,23                 |
| 37                | 15                 | «The Major» «Майор»                                      | № 75                   | Майкл Воткінс      | Джон Бокенкамп, Джон Ейзендрат та Лукас Рейтер                                                                | 12 березня 2015         | 7,53                 |
| 38                | 16                 | «Tom Keen» «Том Кін»                                     | № 7                    | Ендрю МакКарті     | Сюжет: Дж. Р. Орсі, Лукас Рейтер, Джон Бокенкамп та Джон Ейзендрат Сценарій: Лукас Рейтер та Дж. Р. Орсі      | 19 березня 2015         | 8,64                 |
| 39                | 17                 | «The Longevity Initiative» «Програма «Довголіття»»       | № 97                   | Дональд Торін-мол. | Лукас Рейтер та Дж. Р. Орсі                                                                                   | 26 березня 2015         | 8,12                 |
| 40                | 18                 | «Vanessa Cruz» «Ванесса Круз»                            | № 117                  | Гай Ферланд        | Вінсент Енджелл та Деніел Кнауф                                                                               | 2 квітня 2015           | 7,70                 |
| 41                | 19                 | «Leonard Caul» «Леонард Коул»                            | № 62                   | Майкл Ваксман      | Брендон Марголіс, Брендон Сонньєр, Крістел Рейдел та Джим Камполонго                                          | 23 квітня 2015          | 7,47                 |
| 42                | 20                 | «Quon Zhang» «Квон Чжанг»                                | № 87                   | Карен Гавилова     | Дж. Р. Орсі та Лукас Рейтер                                                                                   | 30 квітня 2015          | 6,60                 |
| 43                | 21                 | «Karakurt» «Каракурт»                                    | № 55                   | Стівен Адельсон    | Деніел Кнауф                                                                                                  | 7 травня 2015           | 6,90                 |
| 44                | 22                 | «Tom Connolly» «Том Конноллі»                            | № 11                   | Майкл Уоткинс      | Джон Ейзендрат та Джон Бокенкамп                                                                              | 14 травня 2015          | 7,49                 |

## Сезон 3 (2015-2016)
| № серії (загалом) | № серії (в сезоні) | Назва серії                                           | Номер у чорному списку | Режисер(и)         | Сценарист(и)                                                                                                  | Оригінальна дата показу | Глядачів в США (млн) |
| ----------------- | ------------------ | ----------------------------------------------------- | ---------------------- | ------------------ | --- | ----------------------- | -------------------- |
| 45                | 1                  | «The Troll Farmer» «Поширювач пліток»                 | № 38                   | Майкл Воткінс      | Джон Бокенкамп та Джон Ейзендрат                                                                              | 1 жовтня 2015           | 7.76                 |
| 46                | 2                  | «Marvin Gerard» «Марвін Джерард»                      | № 80                   | Ендрю Маккарті     | Дж. Р. Орсі, Лукас Рейтер, Деніел Кнауф, Брендон Соньєр, Брендон Марголіс                                     | 8 жовтня 2015           | 7.02                 |
| 47                | 3                  | «Eli Matchett» «Елай Матчет»                          | № 72                   | Стівен Адельсон    | Лукас Рейтер та Дж. Р. Орсі                                                                                   | 15 жовтня 2015          | 6.93                 |
| 48                | 4                  | «The Djinn» «Джинн»                                   | № 43                   | Омар Мадха         | Даніель Чероне                                                                                                | 22 жовтня 2015          | 6,68                 |
| 49                | 5                  | «Arioch Cain» «Аріох Каін»                            | № 50                   | Алекс Закржевскі   | Дон Денун | 29 жовтня 2015          | 7,03                 |
| 50                | 6                  | «Sir Crispin Crandall» «Сер Кріспін Кренделл»         | № 86                   | Ами Ханаан Манн    | Дейв Томас | 5 листопада 2015        | 6,44                 |
| 51                | 7                  | «Zal Bin Hasaan» «Зал Бін Хасан»                      | № 31                   | Майкл Воткінс      | Брендон Соньє та Брендон Марголіс                                                                             | 12 листопада 2015       | 6,75                 |
| 52                | 8                  | «Kings of the Highway» «Королі Великої Дороги»        | № 108                  | Терренс О’Хара     | Брайан Студлер                                                                                                | 19 листопада 2015       | 6,91                 |
| 53                | 9                  | «The Director» «Директор»                             | № 24                   | Мері Ламберт       | Даніель Чероне                                                                                                | 7 січня 2016            | 7,52                 |
| 54                | 10                 | «The Director Conclusion» «Директор: Завершення»      | № 24                   | Джон Терлесски     | Лукас Рейтер                                                                                                  | 14 січня 2016           | 7,47                 |
| 55                | 11                 | «Mr. Gregory Devry» «Мистер Ґреґорі Деврай»           | № 95                   | Алекс Закржевскі   | Даніель Кнауф                                                                                                 | 21 січня 2016           | 7,42                 |
| 56                | 12                 | «The Vehm» «Фемічний суд»                             | № 132                  | Майкл Воткінс      | Вінсент Енджелл                                                                                               | 28 січня 2016           | 7,16                 |
| 57                | 13                 | «Alistair Pitt» «Алістер Пітт»                        | № 103                  | Білл Роу           | Сюжет: Ніколь Філліпс Сценарій: Ніколь Філліпс та Адам Суссман                                                | 4 лютого 2016           | 6,49                 |
| 58                | 14                 | «Lady Ambrosia» «Леді Амброзія»                       | № 77                   | Тім Хантер         | Тейлор Мартін                                                                                                 | 11 лютого 2016          | 6,43                 |
| 59                | 15                 | «Drexel» «Дрексель»                                   | № 113                  | Антон Кроппер      | Дейв Метцгер                                                                                                  | 18 лютого 2016          | 6,02                 |
| 60                | 16                 | «The Caretaker» «Смотритель»                          | № 78                   | Дон Торін-молодший | Дейв Томас | 25 лютого 2016          | 5,97                 |
| 61                | 17                 | «Mr. Solomon» «Містер Соломон»                        | № 32                   | Егіль Егілссон     | Брайан Студлер                                                                                                | 7 квітня 2016           | 6,42                 |
| 62                | 18                 | «Mr. Solomon Conclusion» «Містер Соломон: Завершення» | № 32                   | Джон Терлесскі     | Даніель Чероне                                                                                                | 14 квітня 2016          | 6,74                 |
| 63                | 19                 | «Cape May» «Кейп-Мей»                                 | н/д                    | Майкл Уоткинс      | Даніель Кнауф                                                                                                 | 21 квітня 2016          | 7,02                 |
| 64                | 20                 | «The Artax Network» «Мережа Артакс»                   | № 41                   | Дон Торін-молодший | Дон Денун | 28 квітня 2016          | 6,70                 |
| 65                | 21                 | «Susan Hargrave» «Сюзан Харгрейв»                     | № 18                   | Ендрю Маккарті     | Сюжет: Дж. Р. Орсі та Лукас Рейтер Сценарій: Вінсент Енджелл, Даніель Чероне та Брайан Студлер                | 5 травня 2016           | 6,65                 |
| 66                | 22                 | «Alexander Kirk» «Александр Кьорк»                    | № 14                   | Майкл Діннер       | Сюжет: Джон Бокенкамп, Джон Ейзендрат, Дж. Р. Орсі та Лукас Рейтер Сценарій: Джон Бокенкамп та Джон Ейзендрат | 12 травня 2016          | 6,62                 |
| 67                | 23                 | «Alexander Kirk» «Александр Кьорк: Завершення»        | № 14                   | Білл Роу           | Лукас Рейтер та Дж. Р. Орсі                                                                                   | 19 травня 2016          | 6,88                 |